# Cryptolectica monodecta
Cryptolectica monodecta är en fjärilsart som först beskrevs av Edward Meyrick 1912.  Cryptolectica monodecta ingår i släktet Cryptolectica och familjen styltmalar. Inga underarter finns listade i Catalogue of Life.